# West Fork Butte Lookout
Le West Fork Butte Lookout est une tour de guet du comté de Missoula, dans le Montana, aux États-Unis. Situé à 1 877 mètres d'altitude dans la Bitterroot Range, il est protégé au sein de la forêt nationale de Lolo. Il est inscrit au Registre national des lieux historiques depuis le 25 janvier 2018.